# Nurullo Aliev
Nurullo Khairullovich Aliev (Dushanbe, 8 de dezembro de 2000) é o primeiro lutador de Tajiquistão invicto no MMA a entrar no Ultimate Fighting Championship (UFC). Ele foi contratado pela UFC em, 20 de setembro de 2022, vencendo o combate por nocaute técnico no primeiro round.

## Carreira no MMA

### Início da carreira
Nurullo fez sua estreia no MMA profissional em fevereiro de 2018 contra Habib Habibov, vencendo o combate por decisão unânime.

### Ultimate Fighting Championship
Em 25 de fevereiro de 2023, Nurullo fez sua primeira luta no UFC. Ele derrotou Rafael Alves por decisão majoritária.

## Curiosidades
- Nurullo é o primeiro lutador de Tajiquistão a entrar no UFC.
- Nurullo entrou para o UFC no Dana White's Contender Series Season 6.[4]

## Cartel no MMA
| Cartel no MMA |            |           |
| 9 lutas       | 9 vitórias | 0 derrota |
| Por nocaute   | 2          | 0         |
| Por decisão   | 7          | 0         |

| Res.    | Cartel | Oponente          | Método                                  | Evento                                                        | Data       | Round | Tempo | Local                              | Notas |
| ------- | ------ | ----------------- | --------------------------------------- | ------------------------------------------------------------- | ---------- | ----- | ----- | ---------------------------------- | ----- |
| Vitória | 9-0    | Rafael Alves      | Decisão (Majoritaria)                   | UFC Fight Night 220 - Muniz vs. Allen                         | 25/02/2023 | 3     | 5:00  | Las Vegas, Nevada, Estados Unidos. |       |
| Vitória | 8-0    | Josh Wick         | Nocaute Técnico (Socos)                 | Dana White's Contender Series - Contender Series 2022: Week 9 | 20/09/2022 | 1     | 4:36  | Las Vegas, Nevada, Estados Unidos. |       |
| Vitória | 7-0    | Kirill Kryukov    | Decisão (Unânime)                       | EFC / AMC - Abdulmanap Nurmagomedov In Memory Tournament      | 17/09/2021 | 3     | 5:00  | Moscow, Russia.                    |       |
| Vitória | 6-0    | Alexander Grebnev | Decisão (Unânime)                       | AMC - Fight Nights Global: Winter Cup                         | 24/12/2020 | 3     | 5:00  | Krylatskoye, Russia.               |       |
| Vitória | 5-0    | Ramazan Amirov    | Decisão (Unânime)                       | GFC 16 - Gorilla Fighting 16                                  | 30/08/2019 | 3     | 5:00  | Astrakhan, Russia.                 |       |
| Vitória | 4-0    | Artur Zaynukov    | Decisão (Majoritaria)                   | Samara MMA Federation - Battle on the Volga 6                 | 23/09/2018 | 3     | 5:00  | Samara, Russia.                    |       |
| Vitória | 3-0    | Rasul Mamedbekov  | Nocaute Técnico (Interrupção do Corner) | Samara MMA Federation - Battle on the Volga 4                 | 11/05/2018 | 2     | 5:00  | Samara, Russia.                    |       |
| Vitória | 2-0    | Sergey Malykov    | Decisão (unânime)                       | Samara MMA Federation - Battle on the Volga 3                 | 04/03/2018 | 3     | 5:00  | Samara, Russia.                    |       |
| Vitória | 1-0    | Habib Habibov     | Decisão (unânime)                       | MMAFT - Ismoili Somoni Fighting Championship                  | 03/02/2018 | 2     | 5:00  | Dushanbe, Tajiquistão              |       |